# Нгуен Ван Лап
Нгуен Ван Лап (вьет. Nguyễn Văn Lập), настоящее имя Костас Сарантидис (греч. Κώστας Σαραντίδης; 1927 — 25 июня 2021) — греческий коммунист, воевавший на стороне Вьетминя во время Индокитайской войны против французских колониальных войск и получивший звание Герой Народных Вооружённых сил Вьетнама.

## Молодость
Костас Сарантидис родился в 1927 году в столице Македонии, городе Фессалоники, в семье беженца Малоазийской катастрофы и местной гречанки-македонянки. С установлением в 1936 году диктатуры генерала Метаксаса был изгнан из школы по причине отказа вступить в профашистскую организацию Молодёжи Метаксаса — EON. Во время тройной германо-итало-болгарской оккупации Греции осенью 1943 года он был арестован за торговлю краденным табаком (реквизированным в свою очередь оккупантами) и был отправлен в Германию в лагерь принудительного труда. Ему удалось бежать недалеко от Вены и украсть военный мундир, в котором он скитался в горах Австрии и Италии до конца войны.

## Вьетнам
После окончания войны он добрался до Рима, пытаясь репатриироваться в Грецию. Это было невозможно, поскольку он не имел никаких удостоверяющих его личность документов. Не имея никаких средств к существованию, Сарантидис согласился на предложение вступить в Французский Иностранный легион поддавшись на перспективу приключений и встреч с красивыми женщинами После вступления в Легион в августе 1945 года Сарантидис был первоначально отправлен в Алжир, а затем, в 1946 году, в Индокитай. Ему и другим легионерам было обещано, что продолжительность их службы там будет короткой и что их миссия заключалась в разоружении японцев и поддержании порядка. Как пишет сам Сарантидис, легионеры были одеты в английские мундиры и им было запрещено говорить на французском языке. Сарантидис был возмущён притеснением местного населения французскими колониальными войсками, что вызвало у него ассоциации с тем что происходило в оккупированной немцами, итальянцами и болгарами Греции. Он стал свидетелем жестокостей, совершённых по отношению к гражданскому населению, в частности изнасилования целым взводом пятнадцатилетней девочки. Как пишет Сарантидис в своей книге, это стало последней каплей его терпения. После двух месяцев службы в Легионе он вошёл в контакт с агентами Вьетминя. Сарантидис бежал к ним вместе с легионером-испанцем, унеся с собой винтовки и пулемёт, освободив и взяв с собой 26 пленных вьетнамских партизан. Ему дали имя Нгуен Ван Лап (Nguyễn Văn Lập — дословно желание — образование — созидание) под которым и в разных званиях он принял участие во многих боях. Со временем он получил звание капитана и возглавил подразделение ПВО. В 1948 году он лично сбил французский самолёт, причём не зенитным орудием или пулемётом, а огнём из своего автомата. Он также был задействован в пропаганде и работе с пленными. В 1949 году он вступил в компартию Вьетнама.
С окончанием войны в 1954 году и разделом Вьетнама на северную и южную зоны Сарантидис переехал в Северный Вьетнам и ушёл в отставку из вьетнамской армии. Он женился на медсестре, которая в дальнейшем была обвинена в реакционизме и заключена в тюрьму. Сарантидис работал переводчиком с немецкого языка и позже шахтёром. Он повторно женился на вьетнамке, с которой у него было трое детей.

## Возвращение в Грецию
Со дня его ареста немцами в Салониках и до начала 1950-х годов Сарантидис не общался со своей семьёй в Греции, которая считала его погибшим. В 1960-х годах он начал переписку с родственниками и в 1965 году решил вернуться в Грецию. Власти считали его «лицом неопределённого подданства». С помощью одного из своих братьев, который помог семье Сарантидиса получить греческие паспорта, Сарантидис переехал в Салоники. Вначале он столкнулся с серьёзными финансовыми трудностями, поскольку оставался безработным в течение нескольких месяцев. В конечном итоге и в силу его службы в Легионе ему удалось найти работу в качестве водителя на алюминиевом (глинозёмном) заводе французской компании Pechiney в Средней Греции, где он проработал несколько лет, до своего выхода на пенсию. В Салониках родился его четвёртый ребёнок. В Греции Сарантидис вступил в компартию Греции, где он получил кличку Вьет — Костас и где его деятельность была направлена на оказание помощи Вьетнаму и развитие греко-вьетнамских отношений. Сарантидис активно помогал вьетнамским детям, пострадавшим от токсического диоксина — агента «оранж».
В дальнейшем Сарантидис сопровождал президента Греции К. Папульяса в ходе его официального визита во Вьетнам в октябре 2008 года. В 2010 году Сарантидис получил и вьетнамское гражданство и паспорт. В 2013 он получил звание «Герой Народных Вооружённых сил Вьетнама». Кроме этого он получил ещё несколько почётных званий и наград компартии и правительства Вьетнама, включая Орден Дружбы в 2011 году, Медаль Победы третьей степени и Медаль Сопротивления второй степени.

## Увековечивание
- В 2013 году Костас Трицибидас снял документальный фильм «Вьет Костас — Подданство неопределённое»[9]. Фильм получил первую премию на 6 м фестивале греческих документальных фильмов[10][11].
- Сарантидис написал мемуары под заголовком «Греческий македонянин в Иностранном легионе» (ISBN13, 9789605110437)[12].

Другая его книга, под заголовком «Греческий партизан на стороне Вьетминя», была издана на вьетнамском языке.